# Belagachhia
Belagachhia es una ciudad censal situada en el distrito de Cuttack en el estado de Odisha (India). Su población es de 5516 habitantes (2011). Se encuentra a 5 km de Cuttack  y a 17 km de Bhubaneswar.

## Demografía
Según el censo de 2011 la población de Belagachhia era de 5516 habitantes, de los cuales 2771 eran hombres y 2745 eran mujeres. Belagachhia tiene una tasa media de alfabetización del 88,83%, superior a la media estatal del 72,87%: la alfabetización masculina es del 94,23%, y la alfabetización femenina del 83,46%.